# Мундарі (мова)
Мундарі — мова, що належить до австроазійської сімʼї (мови мунда). Поширена в Індії (штати Джхаркханд, Одіша, Мадхʼя-Прадеш, Західний Бенгал, Хімачал-Прадеш, Ассам, Трипура, а також на союзній території Андаманські і Нікобарські острови). Має діалект бхумідж (70—84 % подібної лексики з власне мовою мундарі). Виходять радіопередачі, журнали, існує література (в том числі і поезія).

## Писемність
Мундарі користується латиницею, деванагарі або письмом орія. Діалект бхумідж записується письмом орія. Також для мундарі та діалекту бхумідж було створено нові системи письма.